# 羅伯茨·普呂姆
羅伯茨·普呂姆（2000年3月6日—），拉脫維亞雪橇運動員，他代表拉脫維亞隊參加了中國舉行的2022年冬季奧林匹克運動會，並且在混合團體接力比賽上獲得銅牌。